# 이원정 (1622년)
이원정(李元禎, 1622년 - 1680년 음력 8월 21일)은 조선시대 후기의 문신, 외교관이자 작가, 서예가, 시인이다. 2차 예송 논쟁 당시 남인 측 주요 인사의 한사람이었다. 1652년 과거에 급제하여 대사간, 도승지, 대사헌, 형조판서, 한성부판윤, 이조판서, 홍문관제학을 지냈으며, 호조판서로 있을 때 윤휴와 함께 도체부의 설치와 조세제도의 개선, 인재 양성을 위해 힘썼다. 숭정대부 판의금부사에 이르렀다.
그 뒤 1680년 경신환국 때 서인의 맹공격을 받고 유배되었다가 배소로 가던 도중 체포되어 형문을 받던 중 장살당했다. 그의 죽음을 계기로 그의 아들 이담명은 청남이 되어 송시열, 김수항 등을 집중 공격하게 된다. 본관은 광주(廣州)이고 자는 사징(士徵), 호는 귀암(歸巖), 경산(京山)이다. 시호는 문익(文翼)이다. 고려 판전교시사(判典校侍事) 이집(李集)의 후손이다. 한강 정구, 이윤우, 미수 허목의 문인이다.

## 생애

### 생애 초반

#### 출생과 생애 초기
이원정은 1622년 경상북도 성주군에서 태어나 칠곡군 왜관읍 석전리 이암(耳巖)에 살았다. 본관은 광주(廣州)로 아버지는 부응교(副應敎) 증 의정부좌찬성 이도장(李道長)이며 어머니는 안동김씨 김시양의 딸이고, 부인은 벽진이씨이다. 숙종 때 이조참판을 지낸 이담명(李聃命)의 아버지이다.
고려 때 판전교시사(判典校侍事) 이집(李集)의 후손으로, 조선의 공신 이지직의 9대손이다. 이지직의 둘째 아들이 의정부좌의정을 지낸 이인손으로, 이극균, 이극돈, 이극감, 이이첨 등은 그의 방계 조상들이었다. 이지직의 셋째 아들이 이예손으로 그가 이원정의 8대조가 된다. 그 뒤 6대조 승사랑(承仕郞) 이지(李摯)의 대에 경북 칠곡으로 낙향하여 정착하게 되었다. 그 뒤 할아버지 이윤우가 광해군 때 공조참의를 지내고 이도장이 부응교에 임명되어 중앙정계로 진출하면서 한성부로 올라갔다.
친할아버지는 이윤우였으나, 아버지 이도장은 군자감주부로 이조판서에 증직된 5촌 당숙 이영우의 양자로 가가 되었다.
어려서부터 총명하고 민첩하여 선비들이 그를 불러 사자소학과 천자문 등을 묻자 막힘없이 줄줄이 대답하여 선비들을 감탄시키니 신동이라 하고, 선비들로부터 칭송을 받았다. 한강 정구(鄭逑)의 문하에서 수학하였으며, 허목, 윤휴 등을 알게 되었다. 문신이자 학자인 할아버지 이윤우(李潤雨)에게도 수학하였다. 성인이 되자 자를 사징(士徵)이라 하고 호는 귀암(歸巖)이라 하였다. 그리고 별호로는 고향 성주의 별칭인 경산(京山)이라 하였다.
어려서부터 총명하고 학문을 좋아하였으며 글을 읽을 때 한 눈에 여덟 줄씩 읽고 배우는 대로 외웠다고 전한다. 어려서부터 시를 짓기 시작했는데, 그 시가 청나라로 전해져 청나라 대신들을 놀라게 하기도 하였다.

#### 소과와 과거 급제
나중에 한강 정구가 죽자 그의 고제자인 미수 허목을 찾아가 그에게서도 학문을 배웠다.
1648년(인조 26) 사마시에 입격하여 생원이 되고 성균관에서 수학하였다. 1652년(효종 3) 증광문과에 갑과 장원으로 급제하였다. 그러나 성균관의 문묘를 잠궜으므로 급제 후 3일안에 성균관 문묘에 인사하지 못하자 동방인 김익창(金益昌)·정창도(丁昌燾)·조성(趙䃏)·구음(具崟)·안후열(安後說)·장건(張鍵)·김도(金濤) 등과 함께 항의 연명상소를 올리기도 했다. 갑과에 장원으로 급제하였으므로 권지를 거치지 않고 바로 상의원직장(尙衣院直長)에 임명되었다.
그러나 그가 주도한 연명상소가 문제가 되자, 좌의정 김육(金堉)이 그해 11월 상소를 올려 상소는 고자질에 가까우므로 신진의 아름다운 버릇이 아니라고 질타하였다. 처음에는 김육과의 관계가 원만하지 못하였으나 나중에 당색을 초월하여 대동법을 지지하기도 한다.

### 출사

#### 관료 생활 초반
이후 검열(檢閱), 교리(校理)를 거쳐 상의원 직장에 임명되었다. 그 뒤 낙향하였으나 효종이 거듭 부름으로서 다시 조정에 출사하였다. 그 뒤 전주부판관(全州府判官)으로 나갔다. 전주판관 재임 시절 전임자가 미뤄놓은 미결문서와 해결하기 어려운 송사를 모두 처리하였다. 그런데 이때 송사를 처리함에 있어 눈으로 문서를 읽으며, 귀로는 송사를 듣고, 입으로는 판결문을 부르며, 한편으로 찾아오는 손님을 맞이했다는 전설이 전한다. 네 가지 일을 한꺼번에 처리하는 데도 조금도 소홀하거나 잘못되는 점 없이함으로써 보는 이들을 탄복하게 했다는 것이다. 전주판관 재직 시 미해결 문제를 모두 해결하고, 송사들도 모두 신속하고 공정하게 송사를 처리함으로써 백성들이 잘 살고 편안하게 지낼 수 있도록 해 그들의 신임과 존경을 받았다. 전주판관으로 있을 때 송사를 해결케한 내용이 2권의 책으로 전해지고 있는데, 그 공정한 판정과 문장이 뛰어나 문화재로 지정됐다.
1656년(효종 7) 8월 예문관 검열·교리를 지내고, 이듬해 3월 사헌부지평에 임명되었다. 그해 3월 왕족 낭선군 이우의 종 홍귀종(洪貴宗), 강시망(姜時望)과 사헌부 관리 민유중의 부하가 싸운 일로 장령 오두인과 지평 민유중이 해임당하자 상소를 올려 사직을 청하였다.
이제 동료들을 처치한 일로 갑자기 엄한 비답을 받았으니, 놀랍고 두려움을 이기지 못하겠습니다. 오두인과 민유중이 죄에 따라 징벌하여 다스린 것은 그들의 직분일 뿐이었습니다. 꼭 죽이려 했다는 것은 본의가 아닌 듯하니 체직되는 데에는 이르지 않아야 할 것 같습니다. 그리고 낭선군이 능멸을 당한 것이 과연 말한 바와 같다면, 당시에 그대로 아무말 안한 것은 혹 관대한 듯한데 지금에 이르러 노여워하는 것은 너무 늦지 않습니까. 종의 죽음을 인하여 말에 자세함을 결여한 채 스스로 글을 올려 매우 체면을 손상하였으니, 한 차례 추고하기를 청한 것은 단지 백관이 서로 규찰하는 뜻일 뿐입니다. 신이 두 동료에 대해 얼굴이나 아는 정도의 사이이지 실로 특별히 잘 아는 사이가 아니니, 그들의 보복을 위하여 상놈들이 하는 짓과 같게 되는 것을 꺼리지 않았다는 것은 반드시 그럴 이치가 없습니다. 식견이 혼미하고 일을 논함이 전도되었다는 데 이르러서는 실로 신이 죄를 모면할 수 없으니, 계속 자리에 있을 수 없는 형세는 처치가 합당하지 못하기 때문만이 아닙니다. 청컨대 신의 직책을 삭탈하소서.

그러나 효종이 허락하지 않아 무마되었다. 그러나 오두인 등이 외직으로 인사불이익을 당하자 3월 25일 집의 권대운과 함께 다시 항의성 사직 상소를 올렸으나 왕이 허락하지 않았다. 그 뒤 효종의 급서로 복상문제가 발생하자 허목, 윤휴, 윤선도, 홍우원의 설을 쫓아 3년복설을 지지하였다.
1660년(현종 1) 1월 사은사(謝恩使) 홍득기(洪得箕)가 청나라(書狀官)에 파견될 때 사은사 서장관으로 청나라에 다녀왔다. 그해 5월 사헌부장령이 되었다. 그해 8월 다시 사헌부 장령이 되고, 9월 장령 황준구(黃儁耉)·이원정(李元禎), 지평 이행도(李行道) 등과 함께 향시를 부정으로 주관한 전 전라 도사(全羅都事) 권대재(權大載), 강원 도사 박세견(朴世堅), 송라 찰방(松羅察訪) 홍석(洪錫)과 업무미숙인 군위 현감(軍威縣監) 윤이명(尹以明), 안동부사 이인 등을 탄핵하였다. 이어 헌납 김만기(金萬基)가 추쇄 어사(推刷御史)로 부임했을 때 사사로운 청탁을 들어준 종부시 정 이연년(李延年)을 탄핵할 때는 이연년을 옹호하였다.
1660년 말 장성 부사(長城府使)로 나갔다가 1661년(현종 2년) 3월 동래부사가 되었다. 10월 왜차(倭差)를 영접하고 조정에 장계를 올려 병조 좌랑 윤석(尹晳)을 파견하여 응대하게 했다. 그해 12월 쓰시마섬에 화재가 발생하여 쓰시마의 사자가 구호를 청할 때는 거절하였다.
| “ | 대마도에 불이 나서 타버린 여염집과 사찰이 2천여 호이고 불길이 3일 낮밤을 끊이지 않았다고 왜인이 특별 차사를 보내어 통보하면서 인하여 물품의 기증을 요구하기에, 우리 나라에 흉년이 들어 남을 구휼할 여유가 없다는 이유로 거절하였습니다. | ” |

이어 이를 장계로 올렸다. 동래부사 재임 중 선정을 베풀어 그가 이임할 때 주민들이 그의 이임을 만류했다고 한다. 당시 진휼어사로 밀파된 남구만(南九萬)이 이를 보고 조정에 보고하여, 경성에 온 뒤 동래에서의 선정을 베푼 치적이 알려져 말(馬) 한필을 특별히 상으로 하사받기도 했다.
1662년 5월 사헌부지평 원만리(元萬里)로부터 입암(笠巖)에 비축곡식을 많이 보냈다는 이유로 [탄핵, 의금부에 끌려가 대질심문을 당했으나 사실이 아닌 것으로 밝혀져 석방되었다.

#### 정치 활동
1663년(현종 4) 11월 24일 의주 부윤(義州府尹)에 임명되었으나 민정중으로부터 장성 부사(長城府使)로 있을 때 관곡(官穀)을 남용한 죄를 지었는데 그 뒤 동래(東萊)에 있으면서 또 일을 제대로 선처하지 못했다는 탄핵을 받고 3일만에 파면되었다. 12월초 그가 동래부사로 있을 때 구휼어사로 밀파되었던 남구만이 그를 두둔하였다.
| “ | 이원정(李元禎)이 일찍이 동래(東萊)에 있을 때 신이 진휼 어사(賑恤御史)로 내려 가서 그가 진휼하여 구제한 일을 보건대 부지런하고 착실할 뿐만이 아니었습니다. 그리고 사람이 일을 하다 보면 잘 할 때도 있고 못할 때도 있는 법인데, 어떤 일이든 완전히 잘하도록 어떻게 요구할 수 있겠습니까 | ” |

1664년(현종 5) 2월 장례원판결사, 4월 18일 형조참의를 거쳐 6월 9일 승지가 되었다. 6월 21일 다시 승지가 되고 이후 호조 참의를 거쳐 1664년 6월 동부승지가 되었다. 이때 도방군(到防軍)을 숙경공주(淑敬公主)의 집을 건축하는 사사로운 용도로 쓰자 이를 비판하였다.
| “ | 도방군을 사가(私家)의 일에 뽑아 보내는 것은 애당초 법례(法例)가 아닌데 전 인원을 부역시키기까지 하는 것은 더욱 온당치 않습니다. 이처럼 덥고 비내리는 날 먼 지방에서 새로 도착한 군인들에게 갑자기 과외의 일을 정해준다면 원망과 고통이 반드시 많을 것입니다. 신이 해방에 있다 보니 구구한 생각을 감히 진달하지 않을 수 없습니다. | ” |

그러나 현종은 '이는 새로운 규정이 아니고, 바로 그전부터 행해지던 일'이라며 도방군을 사사로이 숙경공주의 집 건축에 징발하였다. 이어 지평 민시중이 현종을 옹호하며 그를 공격하였다. 그해 윤 6월 사직을 청하였으나 거부되었다. 7월 병으로 숙직을 하지 않은 이조 좌랑 이유상(李有相)의 일을 보고하였으나 하옥당한다. 이때 그가 직접 이조좌랑 이유상을 하문하였으나 도승지 남용익(南龍翼), 좌승지 권대운(權大運), 우승지 이경억(李慶億) 등이 이유상을 옹호하면서 취소되었고, 이유상이 사직소를 올리자 오히려 그 병세를 몰랐다 하여 추고당했다. 그가 처벌되자 홍명하(洪命夏), 허적(許積) 등이 그가 억울하게 처벌받는다며 그를 옹호하였다.
그러나 이전 지방관으로 있을 때의 미곡처리 실수 등이 문제가 되어 의금부에서 장 팔80대(杖八十)와 도형 2년으로 죄를 결정하였으나, 영상 정태화, 우상 홍명하가 지나치다고 건의함으로써 장80대는 면제되었다. 그해 8월 23일 호조참의가 되었다가 9월 29일 전주[[부윤]으로 나갔다.
1666년 형조참의가 되고 이후 호조참의, 5월 21일 승지를 지내고, 6월 왕명으로 사직을 청하는 우상 허적을 설득시켰다. 9월 호조참의, 10월 충청도관찰사로 부임하였다. 그러나 장성을 맡았을 때의 일에 대해 대간이 논핵하려 한다는 말을 듣고, 그 논핵이 중지되었으나 부임하지 못하고 대기하고 있었으며, 좌상 홍명하로부터 이전의 장성부사로 있을 때의 미곡처리 잘못을 탄핵당하여 한달만인 11월 18일 면직되었다. 그해 11월 28일 승지가 되고 12월 체직된 이조 참의 이시술(李時術)의 후임을 인선, 건의하였다.
1667년 1월 대간을 해임할 때 인피하는 문자를 삭제했다는 이유로 파면된 원만리와 김우형을 두둔하였으나 실패하였다. 그해 1월말 우승지가 되고 2월 초 왕명으로 대간의 탄핵을 받은 영상 정태화, 좌상 홍명하, 우상 허적에게 내린 돈유문(敦諭文)을 대신 지었다.
| “ | 영상 정태화, 좌상 홍명하에게 내린 돈유문 아, 몸을 다한 충성심으로 말하면 경은 실로 옛사람에게 부끄럽지 않고 의지하고 믿는 정성으로 말하면 나는 훌륭했던 임금들에게 그다지 뒤지지 않는다. 그러나 조정의 풍습은 날로 낮아지고 세도는 날이 갈수록 흐려져서 나이 젊은 대간들이 서로 과격한 것만 힘쓰면서 우상에게 죄를 만들어서 동이(同異)의 자취를 엄폐하려 하고, 경들까지 아울러 거론하여 현혹시키는 계교를 부리고자 한 바람에 정승 자리가 텅텅 비게 되었다. 이에 분위기가 쓸쓸한데도 마치 자기들과는 아무런 상관이 없는 것처럼 보고 전혀 개의하지 않으니, 이는 진실로 어떤 조짐이며 어떤 사기(事機)란 말인가. 당시의 일을 내가 감당했던 것은 혼자서 마음으로 결정한 것이지 남과 도모한 것이 아니었으니 경들이 쟁집한다고 해서 흔들릴 수 있었겠는가. 그 말에 대해서는 비록 많이 쟁변할 것은 없지만 그 조짐은 막지 않으면 안 되겠기에 이미 부박한 무리들을 잡아다가 귀양보내는 법을 시행하였다. 경들이 만일 이 일로 기분 나쁘게 여겨 선뜻 마음을 바꿀 생각을 하지 않는다면 세 조정에서 특별히 받은 은혜를 저버리는 결과가 될 터인데 어찌하겠으며, 국가를 위한 큰 계획에 오점을 남길 터인데 어찌하겠는가. 속히 조정으로 돌아와서 지극한 나의 소망을 저버리지 말도록 하라. | ” |

| “ | 우상 허적에게 내린 돈유문 아, 오늘날의 일을 무어라 말할 수 있겠는가. 사문하는 일로 떠들썩하던 당시 경은 나에게 감당하지 말라고 권하였는데, 경의 말이 아직도 나의 귓가에 맴돈다. 경이 사신으로 떠날 때 내가 별도로 유시한 바가 있었으니, 경도 반드시 내가 한 말을 잊지 않았을 것이다. 임금과 신하 사이에는 서로 마음을 아는 것이 귀한 것인데, 어찌 한때의 부박한 말 때문에 의심하여 멀리해서야 되겠는가. 대간이, 사신으로 갔던 신하가 힘껏 쟁집하지 않았다는 것으로 말을 하는데, 이는 내 뜻을 알지 못할 뿐만 아니라 저쪽의 형편도 모르고 한 말이다. 또 장황한 치계로 통역한 무리들에게 공을 돌렸다는 것으로 말들을 하는데, 이는 더욱 경의 본뜻을 알지 못한 것이다. 경의 마음을 내 이미 통촉하였는데 나의 성의를 경은 어찌 알아주지 않는가. 시비를 내 마음으로부터 판단하여 경망한 무리들을 이미 먼 곳으로 귀양보냈으니, 경에게 무슨 혐의할 일이 있겠는가. 속히 조정으로 돌아와 나의 기대에 부응하라 | ” |

그러나 삼정승에게 내리는 돈유문(敦諭文)을 대신 지을 적에 대관(臺官)을 배척한 말이 문제되어 당시의 논의가 그르게 여겼기 때문에 결국 승지직을 사직하였다. 2월말 유학 황연(黃壖)을 시켜 송시열과 송준길이 국가의 기강을 어지럽혔으며, 조경, 허목, 윤휴, 홍우원을 배척하게 했다는 탄핵상소를 올리게 했다.

#### 외직과 외교 활동
1667년(현종 8년) 초 세자 책봉식 때 독책관(讀冊官)으로 참여하였고, 그 뒤 책봉례를 거행할 때의 수고로 그해 3월 가선대부로 승진했다. 1667년 5월 광주부윤(廣州府尹)이 되었다. 그러나 광주 사람 김선립(金先立)이 자기 아버지 김막금(金莫金)을 도적이라고 고발했다가 강상죄로 참수형당하자 10월 9일 부윤이던 그도 인심을 잘 다스리지 못했다는 이유로 파직되었다.
1668년(현종 9년) 8월 총관(摠官)으로 현종의 온양행궁을 수행하였다. 1669년 2월 28일 한성부좌윤, 4월 25일 한성부 우윤, 7월 공조 참판을 거쳐 11월 소결청의 당상을 선발할 때 소결청당상(疏決廳堂上)이 되었고, 1670년(현종 11년) 1월 형조참판이 되었다. 6월 청나라에 진하사와 사은사가 파견될 때 그는 진하 겸사은사(進賀兼謝恩使) 정재륜(鄭載倫) 진하부사 겸 사은부사로 임명되어 청나라에 다녀왔다.
중국어와 한자에 두루 능통했던 그는 청나라에 가서 청나라 외교관들과 시문을 주고 받았는데, 그 글이 뛰어나 청나라 관리들을 놀라게 했다. 이로 인해 외교 업무를 원만하게 수행할 수 있었다. 그가 이때 지은 시들 중에는 청나라 당대의 유명한 시와 한 데 엮어져 '화인문초(華人文抄)'라는 책에 실려 전해지고 있다. 귀국할 때, 청나라의 학사들이 그의 뛰어난 학문과 글재주, 표현 능력에 탄복해 중국의 열두 달 풍속을 그린 열두 폭 화폭을 선물로 받았으며, 이는 그의 후손들에게 전해졌고 뒤에 문화재로 지정됐다. 그해 10월 20일 귀국하였고, 귀국 직후 11월 다시 형조참판이 되었다.

#### 아들 이담명의 과거시험 개입 문제
그러나 그해 11월 과거 시험의 고시관의 한사람으로 시험을 주관하였다. 그런데 이때 전시의 합격자 이담명(李聃命)의 일에 개입했다 하여 문제가 되었다. 이담명의 답안지 대책문(對策文) 가운데 중두(中頭)와 당금(當今), 편종(篇終)의 세 곳의 성책(聖策) 위에 모두 ‘복독(伏讀)’ 두 자를 빠뜨려 문제되었다. 그러나 여러 시관이 이담명의 문장을 취하려 하다가 규격에 어긋나서 망설이던 차에 시관의 한사람인 이원정이 자기가 과거를 볼 때의 일로 증명하자 여러 의논이 있다가 합격되었다.
이에 대사간 남이성이 이를 문제삼기도 했다. 이어 우의정 홍중보, 부호군 김우형(金宇亨), 부호군 이단하(李端夏), 교리 김석주 등이 이를 문제삼았고, 11월 19일에는 집의 이익상이 그를 탄핵했다가 지평 이우정이 그의 잘못을 인정하면서도 대신을 공격했다고 이익상을 공격하여 논란이 되었다. 이어 사헌부지평 이익상이 그를 탄핵하였고, 이후 1671년 2월말까지 매일 서인계 언관들이 계속 그를 공격하였다.
1671년 2월 왕의 하교로 무마되었다. 그러나 이후에도 계속 그의 아들이 불합격인데 그의 개입으로 합격했다며 서인계 언관들이 공격하였고, 1671년 7월 양주 목사로 나갔다.

#### 남인 집권기
1673년(현종 14) 6월 사직상소를 올렸으나 무마되었다. 그해 9월 다시 도승지에 오르고, 1677년(숙종 3)에 대사간·형조판서를 지냈다. 그 뒤 당색을 초월하여 대동법(大同法)을 지지, 1678년(숙종 4) 영남에서 대동법을 시행할 때 오로지 그 일을 맡아서 늦추고 팽팽하게 함을 조절하니 백성들이 대동법을 지키면서 그의 치적에 감탄하였다.
1673년 1월 한성부우윤을 거쳐 4월 도승지에 특배되었으며, 이때 사간원정언 정유악으로부터 재상의 반열에 오른 후 청현(淸顯)을 거치지 못했다는 이유로 탄핵을 당했으나 왕이 무마시켰다. 그해 9월 다시 도승지가 되고, 이어 형조참판이 되었다가 그해 12월 병조참판을 거쳐 이듬해 2월 29일 예조참판, 3월 21일 도승지를 거쳐 6월 호조참판을 지냈다.
한편 어머니의 병(病)이 아주 심하였을 때에도 허적(許積)의 집에 자주 출입하며 서인을 공격하였다.
그해 8월 현종의 갑작스러운 서거로 산릉 도감 당상(山陵都監堂上)이 되고 1675년(숙종 1년) 1월 경연특진관(特進官)으로 경연에서 《서경(書經)》의 '죄수의 정상을 살펴서 죄가 많은 자를 죽인다.'는 말과 '홍양(弘羊)을 삶아 죽이면 하늘이 비를 내리리라.'는 말을 인용해 송시열을 처단할 것을 청하였다. 이에 김석주(金錫胄)가 그의 말이 너무 지나치다며 문제삼기도 했다. 결국 논란이 격화되면서 송시열은 유배형을 당하게 된다. 1월말 지의금(知義禁)을 거쳐 2월 형조판서의 물망에 올랐으나 모친상으로 취소되었다. 이어 비변사 당상이 되었다.
이어 남인 유생들을 독려하여 2차 예송 논쟁 당시 복제가 잘못되었음을 왕에게 상소하도록 사주하였다. 그의 요청에 응하여 송시열을 공격한 유생들 중에는 도신징(都愼徵)도 있었다. 1675년 4월 경기도 출신 진사 성호석이 송시열의 석방을 청하는 상소를 올려 이를 문제삼기도 했다. 한편 직접 출사할 수 없었던 그는 대사간 남천한(南天漢)의 상소 초안을 잡아주거나 상소를 대신 작성하여 송시열을 공격하기도 했다.
남인의 집권 이후 요직을 두루 역임했다. 1677년(숙종 3) 4월 대사간이 되고, 그해 5월 비변사의 상황을 개선하고 군사훈련계책 10조목을 올렸다.
| “ | 정령(政令)이 나오는 곳은 곧 주사(籌司)인데, 제신(諸臣)들이 사무(事務)에 관해 진달하거나 폐막(弊瘼)에 관해 등철(登徹)하거나 계하(啓下)한 지 여러 해인데도 복계(覆啓)하지 못하거나 한 것이 많고 전일 빈청(賓廳)에서 헌의(獻議)한 것도 아직 품재(稟裁)를 지체하고 있다고 합니다. 이는 비록 수상이 병으로 인책(引責)하고 있기 때문이기는 하지만 대의(大意)를 상확(商確)하여 형편대로 구처해 가는 것을 조금이라도 늦추어서는 안될 것입니다. 이조 정랑(吏曹正郞) 이항(李沆)은 예론(禮論)이 처음 일어나던 날에 몸이 대직(臺職)에 있으면서 문칫문칫 움츠리고 물러나, 곡경(曲逕)1672) 에 의존하여 구차하게 회피하기만 했습니다. 사대부의 지조가 무너지는 것이 이 지경이 되었는데 갑자기 최상을 뽑은 자리에 오르게 되었으니, 또한 외람한 것 아니겠습니까? 옥서(玉署)의 신록(新錄)에 처음부터 유아(儒雅)가 아닌 신후명(申厚命)과 전연 경력이 없는 권시경(權是經)이 아울러 반열 속에 끼었으니, 명기(名器)가 가벼워짐이 이로 인해 더욱 심해질 것입니다. | ” |

이어 군사훈련 변통에 대한 10조목을 연이어 올렸다.
| “ | 1. 훈련원(訓鍊院) 별대(別隊)와 정초청(精抄廳) 군사 및 각 아문(衙門)의 군관(軍官)과 각영(各營)의 장인(匠人)을 우선 혁파하여, 도고(逃故)·노약(老弱) 대신으로 충당할 것. 2. 각 아문 아병(牙兵)의 일정한 액수(額數)를 첨가하지 못하게 하고, 체찰부(體察府)의 실효(實効)는 없이 허명(虛名)만 있는 것도 혁파할 것. 3. 각 아문의 둔전(屯田)을 지부(地部)1674)에서 세를 거두어 들이되, 일정한 액수를 정하여 각 아문에 옮기어 줄 것. 4. 사복시(司僕寺)가 관장하는 제도(諸島)를 지부(地部)에 돌려주고, 사복시의 수용에 필요한 요포(料布)는 호조에서 마련하여 제급(題給)할 것. 5. 제궁가(諸宮家)와 각 아문(衙門)의 염분(鹽盆) 및 어량(漁梁)을 또한 지부로 돌릴 것. 6. 포목(布木)의 품질은 마땅히 국가의 법대로 준행하여 5승(升)에 35척(尺)의 규정을 적용하되, 혹시라도 각사(各司)에서 퇴짜 맞게 된 것은, 모두들 사헌부로 하여금 점검(點檢)하여 조종(操縱)하는 짓을 방지하게 할 것. 7. 각 고을의 조적(糶糴)은 결(結)에 따라 수량을 정하여 정한 수대로 한 다음에는, 어떤 명목(名目)의 것도 논하지 말고, 불어난 모곡(耗穀)은 모두 포흠(逋欠)에 충당할 것. 8. 서북로(西北路)의 조적도 또한 일체로 수량을 정하되 불어나는 모곡이 백성을 곤궁하게 하는 폐단이 없도록 하고, 수량이 차지 못했으면 각년(各年)의 전세(田稅)로 시한(時限)까지 수량을 채우게 할 것. 9. 영남(嶺南)의 온 도(道)에도 양호(兩湖)처럼 경대동법(京大同法)을 시행하여 차이가 없게 할 것. 10. 남한 산성에도 유수(留守)를 두되 일체를 강화(江華)의 예대로 하고, 또 품계(品階)가 높은 재신(宰臣)으로 수원 부사(水原府使)를 차임(差任)하고 아울러 수어청(守禦廳)·총융청(摠戎廳)과 경아문(京衙門)에도 제수한다면, 평소에는 군민(軍民)의 비용이 절약되고 난을 만나서는 도적이 힘입을 염려가 없게 될 것입니다. | ” |

그러나 숙종은 적당히 답변하고 넘겼다.

#### 송시열의 종묘 고묘여론 주도
그해 5월말 숙종이 죄수들을 석방시키려 했으나 반대하였다. 이후 송시열의 고묘 여론이 나오자 적극 찬성하였다. 그러나 서인의 반발이 강하자 송시열의 고묘를 옹호한다.
| “ | 대신이 주달한 말은 자못 여론[輿情]의 본뜻을 잃어버린 것입니다. 대개 고묘하자는 것은 딴 뜻이 있는 것이 아니라, 일이 있으면 고묘하는 것은 언제나 행해오던 준례입니다. 하물며 대통(大統)이 이미 어지러워졌다가 다시 바로잡아졌는데 어찌 고묘하지 않을 수 있겠습니까? 송시열에 있어서는 이미 죄를 마감했기에 진실로 고묘하는 것으로 인해 죄를 더 주어야 하는 의미는 없는 것입니다. 진실로 죄를 더 주려고 하는 것이라면 마땅히 먼저 죄를 주고 다음으로 고묘를 해야 합니다. 어찌 먼저 고묘한 다음에 죄를 더 주는 사체가 있겠습니까? 고해야 할 일은 종통(宗統)을 이정(釐正)한 일이지, 송시열의 죄를 고하려는 것이 아닙니다. 을사년 의 삭훈(削勳) 때에도 또한 고묘하는 일이 있었는데, 일찍이 이 때문에 윤원형(尹元衡)을 죄를 더 주지 않았었으니, 진실로 국조(國朝)에서 이미 시행해 오는 준례입니다. 오늘날의 이 요청은 너무 늦은 듯하고, 혹자는 고묘하느냐 고묘하지 않느냐를 마땅히 그 합당 여부를 정해야 한다고 여기는 것뿐인데, 시기의 조만(早晩)은 논할 것 없습니다. | ” |

그는 윤원형의 고사를 들어 고묘하고도 처형하지 않는다고 하였다. 6월 5일 대사헌이 되었다가 6월 8일 승지가 되었다. 이후 비변사당상이 되었으나 정지화(鄭知和)·이지익(李之翼)이 상소하여 그의 고묘 옹호론을 문제삼으며 윤원형(尹元衡)을 잘못 끌어들였다고 지적하자 사직하였다.
1677년 7월 다시 사간원대사간이 되고 정언(正言) 박진규(朴鎭圭)와 함께 고묘 문제로 사직을 청했다가 7월말 송시열이 효종을 서자로 만들었다며 송시열의 고묘를 강하게 주장하였다.
| “ | 효종(孝宗)의 대휼(大恤) 때에 서자(庶子)라 하여 기년(期年)만 입은 복을 이미 태복(稅服)1728) 하는 절차가 없었으니, 오직 태묘(太廟)에 고하는 한 가지 일만이 서자(庶子)로 된 것을 바로잡아 적자(嫡子)로 한 연유를 밝히게 될 수 있을 것인데 지금까지 못하고 있습니다. 인선 왕후(仁宣王后)를 서부(庶婦)로 하는 복(服)은 비록 다행히도 바로 잡아졌지만, 효종을 서자로 한 것은 아직도 이정(釐正)하여 고치지 못했으니, 비록 며느리는 적부(嫡婦)가 되었지만 아들은 오히려 서자를 면하지 못하고 있는 일이라고 하더라도, 진실로 지나친 논이 아닙니다. 설사 고묘하고 나면 송시열(宋時烈)이 반드시 죽게 된다 하더라도, 송시열 때문에 태묘에 고하는 전례(典禮)를 끝까지 정지할 수는 없는 것입니다. 하물며 송시열이 반드시 죽지도 않을 것인데, 바로 송시열이 싫어하던 것이라고 해서 끝내 폐할 수 없는 큰 예절을 폐하겠습니까? | ” |

그러나 숙종은 그의 주장을 물리쳤다. 이후 도승지를 거쳐 9월 대사성이 되었다.
이어 비변사와 허적의 추천으로 10월 형조판서(刑曹判書)를 거쳐 12월 겸 대사성(兼大司成)으로 성균관대사성을 겸임하였다.
1678년 윤 3월 다시 송시열이 효종의 적통을 부정했다는 탄핵상소를 올렸다.
| “ | 효묘(孝廟)께서는 당연히 적사(嫡詞)가 되고 당연히 장자(長子)가 되니, 당연히 종묘(宗廟)를 이어서 통섭(統攝)함은 의(義)에 합당하고 예(禮)에 마땅하며 천지(天地)에 세워도 어그러지지 않고 귀신(鬼神)에 질정하여도 의심이 없으며 백세(百世)토록 성인(聖人)을 기다려도 미혹(迷惑)되지 않는 것입니다. 선왕(先王)께서 이를 이정(釐正)하고 전하(殿下)께서 이를 이어받아 행하였으니 무릇 의식(衣食)의 생활 기틀을 함유(含有)함이 우리 인군에게 있는 자이면, 그 어찌 감히 처음부터 끝까지 송시열(宋時烈)의 의논을 주장하여서 반드시 여기에 힘을 겨루려고 하겠습니까? 송시열을 돕는 자는 반드시 ‘지극히 원통하다.’고 하고, 반드시 ‘폄강(貶降)이 아니라.’고 합니다마는, ‘지극히 원통하다.’고 이르는 것은 이는 그가 예(禮)를 의논한 것은 옳고 그가 죄를 입은 것은 잘못이라 함이며, ‘폄강이 아니라’고 이르는 것은 이는 효묘(孝廟)께서 장자(長子)가 되심은 잘못이고 서자(庶子)가 됨이 옳다 함이니, 이 말이 어찌 심히 통탄스럽지 않겠습니까? 대저 불충(不忠)하고 불의(不義)하여, 아비도 없고 임금도 없고 국가도 없는 것은, 천지(天地)에 용납하기 어려운 악(惡)만 있고, 털끝만큼 용서할 만한 정(情)이 없는 것인데 혹은 다스리되 애써 가벼운 법을 따르고 혹은 죄주되 바로 유은(宥恩)을 내리어, 한갓 허물을 씻는 것이 덕(德)이 되는 줄만을 알고, 큰 악인을 끝내 용서할 수 없음을 알지 못하니 먼저 스스로 약한 것을 보여서 업신여김[狎侮]을 이루게 합니다. 뜻을 잃은 무리들이 망령되이 부정한 야망이 생기면 앞에서 부르고 뒤에서 화답하여 얼굴을 바꾸어 번갈아 나와서 끝내 대각(臺閣)으로 하여금 해체(解體)하게 하고 봉액(縫掖)1891)의 담(膽)을 떨어뜨리게 하니, 옛적에 화락(和樂)하게 나아온 자는 이제 부끄러워하여 가려고 합니다. 예방(禮防)의 엄(嚴)하고 엄격하지 못한 것은, 바로 이것이 국가(國家)의 치란(治亂)의 기미이고 인심(人心)의 이합(離合)하는 관건이며, 강상(綱常)을 떨어뜨리느냐 세우느냐 하는 것과 윤기(倫紀)가 어두워지느냐 밝아지느냐 하는 것이니, 오직 성명(聖明)께서는, 그 어리석고 참람함을 용서하여서 진퇴(進退)하게 하소서. | ” |

그의 상소에 분노한 서인들은 그와 허목, 윤휴, 윤선도, 홍우원 등을 맹렬하게 성토하였다.

### 생애 후반

#### 노비 종부법 반대와 체부 설치 주장
1678년 고시관(考試官)이 되어 그해의 증광문과를 주관하였다. 이후 비변사의 유사당상으로 회의에 참석하였고, 평민이 굶주림을 이기지 못하고 노비와 결혼하여 양반의 노비가 되는 일이 발생하자 그해 4월 노비의 자식이라고 해도 어머니가 양인이면 어머니를 따라 양인이 되게 할 것을 건의하였다.
| “ | 공천(公賤)·사천(私賤)의 양처(良妻) 소생은 모역(母役)을 따른다는 법(法)은 진실로 이것은 국가를 위하는 계책입니다, 하온데 근래의 민속(民俗)이 극도로 간사하여 사천(私賤)이 양녀(良女)를 취하여 처(妻)를 삼은 자는 양역(良役)을 꺼리고 피하며, 반비(班婢)를 청탁하여 사실대로 현록(懸錄)한 자는 열에 한둘 밖에 없으니, 본시 양민(良民)이 되는 길을 넓히고자 한 것인데 마침 간사하고 거짓된 자질만 자라게 하였습니다. 당초의 사목(事目)은 기유년1910) 정월 1일 자시(子時)로써 한정하였으나 주인을 배반한 종[奴]이 또 따라서 그 생년월일(生年月日)을 마음대로 늘였다 줄였다 하여, 이 때문에 노주(奴主) 사이에 사송(詞訟)이 더욱 번거로와 허실(虛實)을 분변하지 못해서 법을 베푼 지 오래 되지도 않아 폐단이 벌써 자심(滋甚)하니, 변통(變通)하는 길이 있어야 합당하겠습니다. | ” |

그러나 그의 주장은 받아들여지지 않고 양인 여성의 소생은 도로 부역(父役)을 따르게 하였다. 78년 5월 대사헌을 거쳐 7월 4일 한성부 판윤으로 나갔다. 1878년 9월 다시 대사헌이 되었다.
이어 군비 절감을 위해 도체찰사부 복설을 다시 주장하여 숙종이 동조하였다. 이어 강화부유수가 조정 내직을 겸하는 것이 옳지 않음을 주장하였고, 10월말 부사직(副司直)이 되어 병조 판서(兵曹判書) 김석주(金錫胄)와 함께 강화도를 답사하고 지도를 그려 숙종에게 보고하였다.
그 후 11월 28일 대사간(大司諫), 12월 행 대사헌(行大司憲)을 거쳐 12월 25일 호조판서(戶曹判書)가 되었다. 호조판서로 있을 때는 윤휴(尹鑴) 등과 함께 도체부(都體府)의 설치와 조세제도의 개선, 인재 양성을 역설하였다. 그러나 서인의 반대 외에 같은 남인의 당수였던 허목 등의 강한 반대로 체부 설치는 무산되었다.
1679년 2월 역마(驛馬)를 사사로이 탔다는 이유로 공초에 오르내리기도 했고, 4월 의정부우참찬으로 승진했다가 5월 다시 대사헌이 되었다. 6월에는 무신들끼리 사사로이 위계서열을 정하는 것과 국사를 논하는 것을 규탄하였고, 이조판서 홍우원이 사임하자 이조판서직을 대리하다가 바로 이조판서가 되었다.

#### 경신환국과 최후
1679년(숙종 5) 11월 윤의제와 함께 과거 시험을 주관하고, 우참찬을 거쳐 11월 7일 홍문관 제학(弘文館提學)이 되었다. 이후 비변사당상으로 회의에 참석, 비변사에서 인재를 발탁할 때 이운징(李雲徵) 등을 추천하였다. 그러나 11월말 비변사 인재 천거 과정에서 발탁된 유상운(柳尙運)의 인사를 반대하다가 숙종의 노여움을 사 파직되었다. 영의정 허적이 그를 구명하는 상소를 올렸으나 숙종의 노여움은 오래 갔다.
1679년 12월 이조판서로 다시 복직하였다. 1680년(숙종 6) 1월 약방제조(藥房提調)를 거쳐 다시 이조 판서(吏曹判書)가 되고 3월 숭정대부로 승진, 겸 판의금(判義禁)이 되었다.
그러나 1680년(숙종 6) 3월 이조판서 때 경신대출척(庚申大黜陟)으로 3월 29일 왕의 친국을 받은 뒤 체찰부(體察府)를 복설해 군권을 장악하려 했다는 죄목으로 삭탈관작당하고 문외출송되었다. 그러나 서인 언관들의 맹공격을 당한 뒤 그해 4월 '처음에는 체부를 반대하다가 나중에 체부 설치를 적극 찬성한 점이 해괴하다' 하여 초산(楚山)에 유배되었다. 유배지로 가던 도중, 허적, 윤휴가 사사당한 뒤 그해 윤 8월 소환되어 오정일(吳挺一)의 형제 숙질과 친하다는 이유로 국문을 당하였다. 윤 8월 21일 장형을 받던 중 장살(杖殺) 당하였다. 이때 그를 따라 초산으로 향하던 아들 이담명은 아버지의 죽음을 목도하고 은거하였으나, 뒤에 거듭된 권고로 조정에 나와 송시열, 김수항 공격에 적극 가담하였다. 저서에 《귀암집(歸巖集)》 6권이 있으며, 편저에 《경산지(慶山誌)》 2권, 《완부결송록(完府決訟錄)》 1권, 경상북도 성주군(星州郡)의 읍지인《경산지(京山志)》 등이 있다. 시호는 문익(文翼)이다.

### 증직과 추탈
죽은 뒤 그의 작품은 대부분 서인들에 의해 불에 탔고 경산(京山)의 향토지인 경산지는 경상도 관찰사(慶尙道觀察使) 이수언(李秀彦)에 의해 조헌, 윤두수, 정철을 모함하는 내용이라고 폄하당하였다. 1689년(숙종 15년)의 기사환국(己巳換局)으로 남인이 집권하자 신원(伸寃)되어 1689년 2월 복관되었다. 2월 28일 아들 이담명이 아버지 이원정의 억울함을 호소하는 상소를 올렸다.
| “ | 체찰부(體察府)를 다시 설치하자는 것이 신(臣)의 아비 이원정의 평생의 죄안(罪案)이 되었는데, 이 논의로 말하자면 실로 김석주(金錫胄)에게서 비롯된 것입니다. 신의 아비는 김석주에게서 듣고 성상께 아뢴 까닭으로, 신의 아비가 체포되려던 즈음에 김석주가 이르러 자신이 증거하려 한다고 하면서 신의 아비가 귀양갔을 때에 보낸 편지가 아직도 있습니다. 그러나 다시 국문(鞫問)을 당하게 되자, 김석주는 말하지 않았을 뿐만 아니라, 도리어 돌까지 던지며 이남(李柟)과 친밀하였음도 또 신의 아비의 죄가 된다고 하였습니다. 그리고 신의 아비와 오정일(吳挺一)은 매우 친하였습니다만 이정(李楨)과 남(柟)은 곧 오정일의 생질인 까닭으로 신의 아비가 혹 서로 알았다고 하더라도 또한 일찍이 비난하고 배척하는 말이 있기도 하였으니, 어찌 친밀하다고 할 수가 있겠습니까? 오정창(吳挺昌)이 오히려 말한 것은 단지 신의 아비가 영남 사람으로서의 시의(時議)에 거스림이 가장 심하였던 까닭으로 그 즐겨 듣기를 바라고서 그랬던 것일 뿐입니다. 아비의 원통함이 비록 신원(伸寃)되었다 하더라도 신은 불충(不忠)하고 불효(不孝)하니, 어찌 하늘을 이고 땅을 밟으며, 다시 조정(朝廷)을 욕되게 할 수 있겠습니까? | ” |

그해 11월 우의정 김덕원(金德遠)의 상소로 증 대광보국숭록대부 의정부영의정(領議政)에 추증(追贈)되었으며 숙종이 예관(禮官)을 보내 치제하였다. 그 후에도 정국의 변화에 따라 여러 차례 추탈(追奪)되었다.
1694년 갑술옥사로 추탈되었다가 1697년 다시 관작이 회복되었고, 1712년(숙종 38) 삭직되자 그의 손자 이세원의 노력으로 관직이 다시 회복된다. 그의 손자 이세원은 당시 대궐에 징을 들고 무단으로 담을 넘어 잠입해, 격쟁(擊錚)이라는 방법은 통해 그의 억울함을 호소했다. 이후 다시 관작이 회복되었는데, 사헌부의 상소로 관작을 다시 추탈할 것을 건의하였으나 숙종이 듣지 않았다. 1713년 양사가 합계하여 그의 관작을 삭탈할 것을 청하였으나 왕이 듣지 않았다. 사헌부와 사간원 등에서 그에 대한 복관을 환수해야 한다는 요청이 2년 동안 이어졌지만 왕은 '윤허하지 않는다' 등의 말로 계속 물리친다.
1722년 노론의 집권 후 추탈당했다가 정조 집권 후, 1795년(정조 19년) 다시 복권되었다.

### 사후
경상북도 영천군 대창면 신광리(현 영천시 대창면 신광리)에 안장되었다. 경상북도 칠곡군 왜관읍 석전리에 신도비가 설립되었으며 정조 때 번암 채제공(蔡濟恭)이 비문을 지었다. 1871년(고종 8년) 최종 복권되어 문익(文翼)의 시호가 추서되었다. 이후 불천위로 지정되었다.
사후 200년 만에 최종 복권되어 그의 저서와 작품들이 모두 출간되거나 세상에 나오게 되었다.

## 저서
- 《귀암집(歸巖集)》 6권
- 《경산지(慶山誌)》 2권
- 《완부결송록(完府決訟錄)》 1권
- 《경산지(京山志)》

### 작품
- 배상호(裵尙虎) 행장

## 가족 관계
- 고조부 : 이준경
- 증조부 : 이희복(李熙復), 이준경의 아들
- 양 증조부 : 이광복, 이준경의 아들
- 종증조부 : 이명복
- 할아버지 이윤우
- 양 할아버지 : 이영우
- 아버지 : 이도장(李道長, 1603년 - 1644년, 호는 낙촌)
- 어머니 : 안동김씨, 하담 김시양(金時讓)의 딸
  - 동생 이원록(李元祿)
- 부인 : 벽진이씨
  - 아들 이담명(1646년 - 1701년, 호는 정재)
    - 손자 : 이세침

  - 아들 : 이한명(1651년 ∼ 1681년)
    - 손자 : 이세원

## 평가와 비판
스스로 재주와 말 잘함을 확신하였다. 영남(嶺南)에서는 그를 변국 제조(變局提調)라고 일컬었다.
한편 그는 여러 가지 재주가 비상하였고 글을 잘 지었다. 서인 측에서는 이를 두고 '사람됨이 거칠고 음험하며 권모 술수(權謨術數)가 많았다.'고 평가절하가기도 했다.
벼슬이 있으면서 탐욕을 마음껏 부려 한번 동래 부사(東萊府使)가 되자 그 집이 드디어 큰 부자가 되었다.

## 기타
1670년 아들 이담명이 과거 합격자 방(榜)에서 빠진 것 때문에 어버지와 아들이 서인(西人)을 원수처럼 미워하였다.

## 같이 보기
| - 경신환국 - 기사환국 - 허새의 옥사 - 허목 - 허적 - 윤휴 - 오시수 - 송시열 - 송준길 - 이담명 - 이현일 - 홍우원 - 김석주 - 김익훈 | - 예송 - 희빈 장씨 - 김수항 - 민정중 - 민유중 - 윤선도 - 윤의제 - 이서우 - 이수경 - 이하진 - 홍우원 |